# Avondance
Avondance és un municipi francès situat al departament del Pas de Calais i a la regió dels Alts de França. L'any 2007 tenia 38 habitants.

## Demografia

### Població
El 2007 la població de fet d'Avondance era de 38 persones. Hi havia 9 famílies de les quals 3 eren parelles sense fills, 3 parelles amb fills i 3 famílies monoparentals amb fills.
La població ha evolucionat segons el següent gràfic:
Habitants censats

### Habitatges
El 2007 hi havia 17 habitatges, 12 eren l'habitatge principal de la família, 4 eren segones residències i 1 estava desocupat. Tots els 17 habitatges eren cases. Dels 12 habitatges principals, 10 estaven ocupats pels seus propietaris i 3 estaven llogats i ocupats pels llogaters; 1 tenia tres cambres, 3 en tenien quatre i 9 en tenien cinc o més. 10 habitatges disposaven pel capbaix d'una plaça de pàrquing. A 2 habitatges hi havia un automòbil i a 10 n'hi havia dos o més.

### Piràmide de població
La piràmide de població per edats i sexe el 2009 era:
| Homes | Edats   | Dones |
| ----- | ------- | ----- |
| 0     | 95 o +  | 0     |
| 0     | 90 a 94 | 0     |
| 0     | 85 a 89 | 0     |
| 0     | 80 a 84 | 0     |
| 0     | 75 a 79 | 4     |
| 0     | 70 a 74 | 0     |
| 0     | 65 a 69 | 0     |
| 0     | 60 a 64 | 0     |
| 0     | 55 a 59 | 0     |
| 0     | 50 a 54 | 0     |
| 0     | 45 a 49 | 0     |
| 4     | 40 a 44 | 0     |
| 0     | 35 a 39 | 4     |
| 4     | 30 a 34 | 0     |
| 0     | 25 a 29 | 4     |
| 0     | 20 a 24 | 0     |
| 0     | 15 a 19 | 0     |
| 8     | 10 a 14 | 0     |
| 0     | 5 a 9   | 0     |
| 4     | 0 a 4   | 0     |

## Economia
El 2007 la població en edat de treballar era de 25 persones, 22 eren actives i 3 eren inactives. De les 22 persones actives 20 estaven ocupades (10 homes i 10 dones) i 2 estaven aturades (2 homes). De les 3 persones inactives 1 estava jubilada i 2 estaven classificades com a «altres inactius».
Activitats econòmiques
Dels 6 establiments que hi havia el 2007, 1 era d'una empresa de comerç i reparació d'automòbils, 1 d'una empresa de transport i 4 d'empreses immobiliàries.
L'any 2000 a Avondance hi havia 5 explotacions agrícoles que ocupaven un total de 520 hectàrees.

## Poblacions més properes
El següent diagrama mostra les poblacions més properes.